# FDJ/Saison 2011

Trikot 2011

Dieser Artikel listet Erfolge und Mannschaft des Radsportteams FDJ in der Saison 2011 auf.

## Erfolge in der UCI Africa Tour
Bei den Rennen der UCI Africa Tour im Jahr 2011 gelangen dem Team nachstehende Erfolge.
| Datum      | Rennen                              | Kat. | Fahrer         |
| ---------- | ----------------------------------- | ---- | -------------- |
| 25. Januar | 1. Etappe La Tropicale Amissa Bongo | 2.1  | Geoffrey Soupe |
| 27. Januar | 3. Etappe La Tropicale Amissa Bongo | 2.1  | Nacer Bouhanni |

## Erfolge in der UCI Europe Tour
Bei den Rennen der UCI Europe Tour im Jahr 2011 gelangen dem Team nachstehende Erfolge.
| Datum               | Rennen                                      | Kat. | Fahrer               |
| ------------------- | ------------------------------------------- | ---- | -------------------- |
| 30. Januar          | Grand Prix d’Ouverture La Marseillaise      | 1.1  | Jérémy Roy           |
| 2. Februar          | 1. Etappe Étoile de Bessèges                | 2.1  | Jauheni Hutarowitsch |
| 27. Februar         | Les Boucles du Sud Ardèche                  | 1.1  | Arthur Vichot        |
| 7. April            | 4. Etappe Circuit Cycliste Sarthe           | 2.1  | Anthony Roux         |
| 5.–8. April         | Gesamtwertung Circuit Cycliste Sarthe       | 2.1  | Anthony Roux         |
| 9. April            | 2. Etappe Circuit des Ardennes              | 2.2  | Gianni Meersman      |
| 8.–10. April        | Gesamtwertung Circuit des Ardennes          | 2.2  | Gianni Meersman      |
| 12. April           | Paris-Camembert                             | 1.1  | Sandy Casar          |
| 18. Mai             | 1. Etappe Circuit de Lorraine               | 2.1  | Anthony Roux         |
| 21. Mai             | 4. Etappe Circuit de Lorraine               | 2.1  | Anthony Roux         |
| 18.–22. Mai         | Gesamtwertung Circuit de Lorraine           | 2.1  | Anthony Roux         |
| 23. Juli            | 1. Etappe Tour de Wallonie                  | 2.HC | Matthieu Ladagnous   |
| 27. Juli            | 1. Etappe Tour Alsace                       | 2.2  | Geoffrey Soupe       |
| 31. Juli            | 5. Etappe Tour Alsace                       | 2.2  | Thibaut Pinot        |
| 27.–31. Juli        | Gesamtwertung Tour Alsace                   | 2.2  | Thibaut Pinot        |
| 11. August          | 2. Etappe Tour de l'Ain                     | 2.1  | Thibaut Pinot        |
| 13. August          | 4. Etappe Tour de l'Ain                     | 2.1  | Thibaut Pinot        |
| 18. August          | Coppa Bernocchi                             | 1.1  | Jauheni Hutarowitsch |
| 18. August          | 3. Etappe Tour du Limousin                  | 2.HC | Matthieu Ladagnous   |
| 19. August          | 4. Etappe Tour du Limousin                  | 2.HC | Matthieu Ladagnous   |
| 24. August          | 2. Etappe Tour du Poitou Charentes          | 2.1  | Jauheni Hutarowitsch |
| 31. August          | 1. Etappe Settimana Ciclistica Lombarda     | 2.1  | Thibaut Pinot        |
| 31. Aug. – 3. Sept. | Gesamtwertung Settimana Ciclistica Lombarda | 2.1  | Thibaut Pinot        |
| 4. September        | Tour du Doubs                               | 1.1  | Arthur Vichot        |
| 16. September       | Grand Prix de la Somme                      | 1.1  | Anthony Roux         |
| 11. Oktober         | Nationale Sluitingsprijs                    | 1.1  | Jauheni Hutarowitsch |

## Erfolge in der Cyclocross Tour
Bei den Rennen der UCI-Cyclocross-Saison 2010/11 gelangen dem Team nachstehende Erfolge.
| Datum         | Rennen                                                             | Fahrer         |
| ------------- | ------------------------------------------------------------------ | -------------- |
| 18. September | Star Crossed Cyclocross, Redmond                                   | Francis Mourey |
| 19. September | Rad Racing Grand Prix, Lakewood                                    | Francis Mourey |
| 22. September | Cross Vegas, Las Vegas                                             | Francis Mourey |
| 1. November   | Cyclo-Cross International de Marle, Marle                          | Francis Mourey |
| 13. November  | Grand Prix de la Région Wallonne, Dottignies                       | Francis Mourey |
| 21. November  | Challenge la France Cycliste de Cyclo-cross 2, Miramas             | Francis Mourey |
| 12. Dezember  | Challenge la France Cycliste de Cyclo-cross 3, Saint-Jean-de-Monts | Francis Mourey |
| 26. Dezember  | Internationales Radquer Dagmersellen, Dagmersellen                 | Francis Mourey |
| 1. Januar     | Grand Prix Hotel Threeland, Pétange                                | Francis Mourey |
| 2. Januar     | Radquer Bussnang, Bussnang                                         | Francis Mourey |
| 9. Januar     | Französische Meisterschaft                                         | Francis Mourey |

## Abgänge – Zugänge
| Zugänge           | Team 2010               | Abgänge             | Team 2011           |
| ----------------- | ----------------------- | ------------------- | ------------------- |
| Arnold Jeannesson | Caisse d’Epargne        | Mickaël Chérel      | Ag2r La Mondiale    |
| Mickaël Delage    | Omega Pharma-Lotto      | Pierre Cazaux       | Euskaltel-Euskadi   |
| William Bonnet    | Bbox Bouygues Télécom   | Jussi Veikkanen     | Omega Pharma-Lotto  |
| Steve Chainel     | Bbox Bouygues Télécom   | Rémy Di Gregorio    | Pro Team Astana     |
| Pierrick Fédrigo  | Bbox Bouygues Télécom   | Christophe Le Mével | Team Garmin-Cervélo |
| Dominique Rollin  | Cervélo TestTeam        | Sébastien Chavanel  | Team Europcar       |
| Rémi Pauriol      | Cofidis                 | Timothy Gudsell     | PureBlack Racing    |
| Cédric Pineau     | Roubaix Lille Métropole |                     |                     |
| Nacer Bouhanni    | Neoprofi                |                     |                     |
| Arnaud Courteille | Neoprofi                |                     |                     |
| Geoffrey Soupe    | Neoprofi                |                     |                     |

## Mannschaft
| Name                 | Geburtstag        | Nationalität |              |
| -------------------- | ----------------- | ------------ | ------------ |
| Olivier Bonnaire     | 2. März 1983      | Frankreich   |              |
| William Bonnet       | 25. Juni 1982     | Frankreich   |              |
| Nacer Bouhanni       | 25. Juli 1990     | Frankreich   |              |
| Sandy Casar          | 2. Februar 1979   | Frankreich   |              |
| Steve Chainel        | 6. September 1983 | Frankreich   |              |
| Arnaud Courteille    | 13. März 1989     | Frankreich   |              |
| Mickaël Delage       | 6. August 1985    | Frankreich   |              |
| Pierrick Fédrigo     | 30. November 1978 | Frankreich   |              |
| Arnaud Gérard        | 6. Oktober 1984   | Frankreich   |              |
| Anthony Geslin       | 9. Juni 1980      | Frankreich   |              |
| Frédéric Guesdon     | 14. Oktober 1971  | Frankreich   |              |
| Jauheni Hutarowitsch | 29. November 1983 | Belarus      |              |
| Arnold Jeannesson    | 15. Januar 1986   | Frankreich   |              |
| Mathieu Ladagnous    | 12. Dezember 1984 | Frankreich   |              |
| Gianni Meersman      | 5. Dezember 1985  | Belgien      |              |
| Francis Mourey       | 8. Dezember 1980  | Frankreich   |              |
| Yoann Offredo        | 12. November 1986 | Frankreich   |              |
| Rémi Pauriol         | 4. April 1982     | Frankreich   |              |
| Cédric Pineau        | 8. Mai 1985       | Frankreich   |              |
| Thibaut Pinot        | 29. Mai 1990      | Frankreich   |              |
| Dominique Rollin     | 29. Oktober 1982  | Kanada       |              |
| Anthony Roux         | 18. April 1987    | Frankreich   |              |
| Jérémy Roy           | 22. Juni 1983     | Frankreich   |              |
| Geoffrey Soupe       | 22. März 1988     | Frankreich   |              |
| Wesley Sulzberger    | 20. Oktober 1986  | Australien   |              |
| Benoît Vaugrenard    | 5. Januar 1982    | Frankreich   |              |
| Arthur Vichot        | 26. November 1988 | Frankreich   |              |
| Stagiaires           | Stagiaires        | Nationalität | Nationalität |
| Arnaud Démare        | Arnaud Démare     | Frankreich   |              |
| Kenny Elissonde      | Kenny Elissonde   | Frankreich   |              |
| Fabien Schmidt       | Fabien Schmidt    | Frankreich   |              |

## Platzierungen in UCI-Ranglisten
UCI Africa Tour 2011
|     | Fahrer         | Punkte |
| --- | -------------- | ------ |
| 23. | Geoffrey Soupe | 57     |
| 44. | Nacer Bouhanni | 37     |

UCI Asia Tour 2011
|      | Fahrer           | Punkte |
| ---- | ---------------- | ------ |
| 216. | Dominique Rollin | 10     |
| 333. | Nacer Bouhanni   | 2      |

UCI Europe Tour 2011
|       | Fahrer               | Punkte |
| ----- | -------------------- | ------ |
| 2.    | Jauheni Hutarowitsch | 659,25 |
| 7.    | Anthony Roux         | 442    |
| 11.   | Thibaut Pinot        | 361,2  |
| 17.   | Gianni Meersman      | 312,2  |
| 31.   | Matthieu Ladagnous   | 234,25 |
| 42.   | Arthur Vichot        | 208    |
| 54.   | Pierrick Fédrigo     | 184    |
| 78.   | Sandy Casar          | 150,2  |
| 142.  | Jérémy Roy           | 103    |
| 150.  | Anthony Geslin       | 99     |
| 165.  | Mickaël Delage       | 92     |
| 209.  | Nacer Bouhanni       | 77,2   |
| 309.  | Rémi Pauriol         | 50     |
| 336.  | Arnaud Gérard        | 47,45  |
| 352.  | Steve Chainel        | 45     |
| 368.  | Yoann Offredo        | 43,25  |
| 373.  | Arnold Jeannesson    | 42     |
| 425.  | Dominique Rollin     | 37,25  |
| 426.  | Wesley Sulzberger    | 37,2   |
| 512.  | Cédric Pineau        | 29     |
| 587.  | Geoffrey Soupe       | 22     |
| 616.  | William Bonnet       | 20     |
| 963.  | Francis Mourey       | 7      |
| 987.  | Frédéric Guesdon     | 6      |
| 1138. | Benoît Vaugrenard    | 3,2    |